# خوزه لیتائو د باروس
خوزه لیتائو د باروس (پرتغالی: José Leitão de Barros) (متولد ۲۲ اکتبر ۱۸۹۶ - درگذشته در ۲۹ ژوئن ۱۹۶۷) نمایشنامه‌نویس و کارگردان اهل پرتغال است. مشهورترین اثر او ماریا دو مار، دومین اثر مستند-داستانی پس از «موآنا» (۱۹۲۶)، اثر رابرت فلاهرتی، است. اولین فیلم ناطق سینمای پرتغال سِورا اثر دیگری از اوست. او در لیسبون به دنیا آمد و همان‌جا درگذشت.